# Loan-a-Lisa
Loan-a-Lisa, titulado Lisa, la prestamista en Hispanoamérica y Dona Lisa en España es el segundo episodio de la vigesimosegunda temporada de la serie de animación Los Simpson. Fue emitido el 3 de octubre de 2010 en Estados Unidos y el 20 de marzo de 2011 en Hispanoamérica por la cadena FOX. En el episodio intervienen Mark Zuckerberg, creador de Facebook, y Muhammad Yunus como estrella invitadas.

## Sinopsis
Cuando el Abuelo Simpson reparte entre su familia una porción de sus ahorros, Lisa y Marge gastan su dinero de formas radicalmente distintas. Lisa invierte en la nueva aventura empresarial de Nelson, pero pronto se da cuenta de que el éxito instantáneo de su amigo puede apartarle de los estudios. Intentando despejarle las ideas, Lisa le presenta a Nelson al educado y exitoso creador de Facebook, Mark Zuckerberg (interpretándose a sí mismo), sólo para descubrir que él también abandonó los estudios. Pero cuando el negocio en alza de repente toma la dirección opuesta, Lisa enseña a su amigo que la educación no tiene precio.